# Adolfo Stern
Adolph Alfred Stern (Riga, 30 de dezembro de 1879 – Porto Alegre, 1929) foi um educador, professor, arquiteto e engenheiro letão que realizou inúmeros trabalhos no Rio Grande do Sul, no início do século XX.

## Biografia

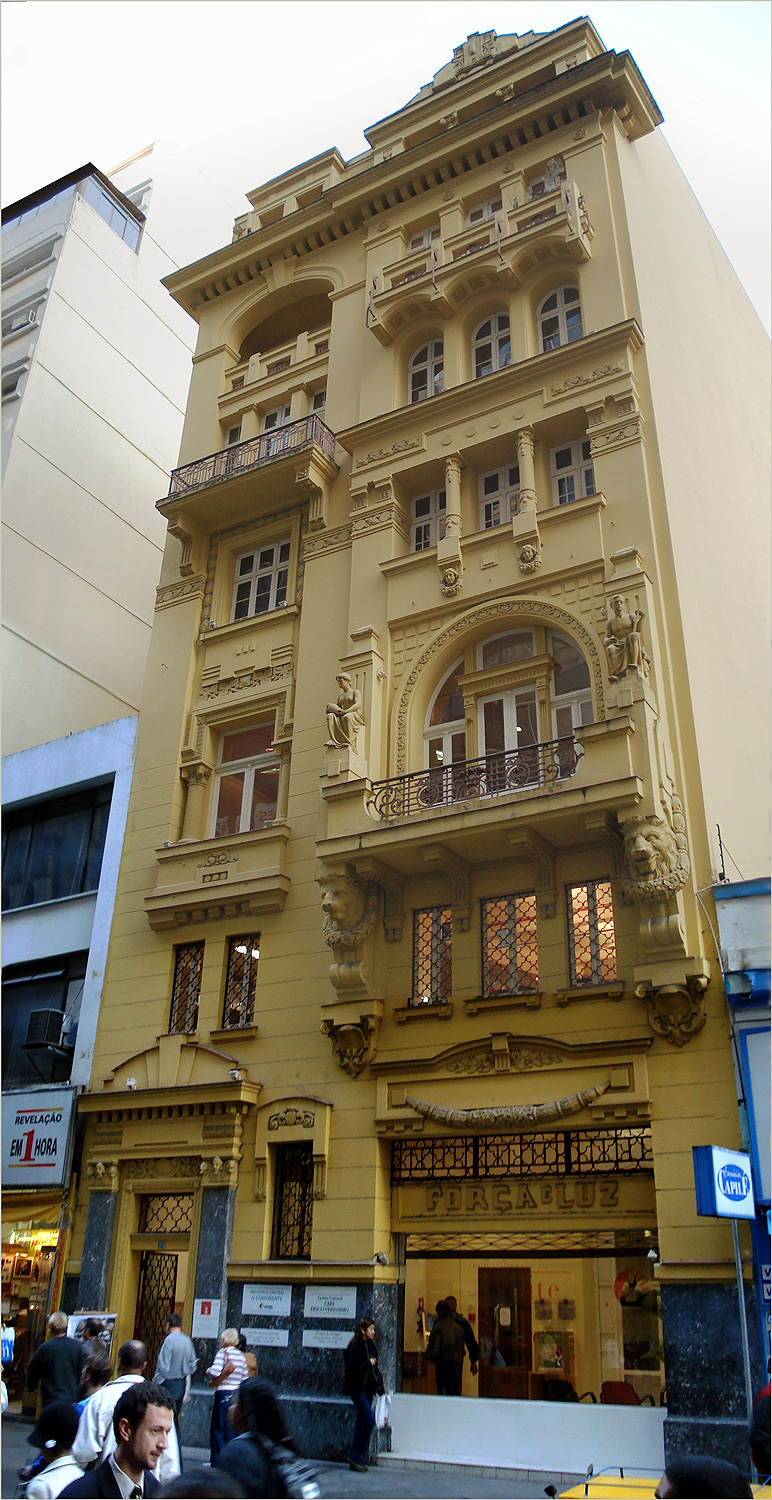
Prédio da Companhia Força e Luz, 1928.

Com dois anos emigrou para São Leopoldo, onde fez o curso ginasial no colégio jesuíta. Ali se empregou como subalterno e depois como professor. Logo em seguida, depois de uma rápida passagem por Livramento, foi contratado para lecionar no Colégio Júlio de Castilhos.
Em paralelo ao seu trabalho de professor, formou-se na Escola de Engenharia de Porto Alegre, no curso de Estradas em 1909,  depois em Arquitetura e Hidráulica, no ano seguinte.
Em 1910 iniciou como docente na mesma Escola, onde faria uma carreira exitosa e seria o responsável por diferentes matérias. Em 1912 foi enviado à Itália a fim de estudar arquitetura e engenharia. Na volta abriu seu escritório próprio de arquitetura e construção.
Entre seus vários projetos se destacam a Rádio da Universidade, entre 1920 e 1921, inicialmente destinado a sediar a Seção de Meteorologia do Instituto Astronômico e Meteorológico da Escola de Engenharia; e o prédio da Companhia Força e Luz, de 1928, realizou o projeto desta drenagem do Instituto de Experimental de Agricultura, junto com o professor Lúcio Esteves.
Em 1928, chegou ao Conselho Municipal de Porto Alegre.
Foi homenageado com nome de rua em Porto Alegre, rua Engenheiro Adolfo Stern, e com o nome de uma estação ferroviária em Uruguaiana, em 1930.